# 奇石 (官沖村)
奇石，为一海边巨石，位于中国广东省江门市新会区古井镇官冲村牛牯岭下崖海边。奇石所在地是南宋少帝与丞相陆秀夫投海殉国之处。南宋祥兴二年（1279年），元将張弘範灭宋于崖山， 书“镇国大将军张弘範灭宋于此”并刻于石上；明成化二十二年（1486年），御史徐瑁下令铲去该刻字，欲刻“宋丞相陆秀夫死于此”于石上，因有别议而未成。1962年，田汉于此地书“宋少帝与丞相陆秀夫殉国于此”十三字。1964年，刻字于石上。
1979年，奇石列入新会县文物保护单位，今为新会区文物保护单位。
奇石的历史年代为宋代。